# Riera de Castellnou
La Riera de Castellnou és un curs d'aigua riera que discorre pels termes municipals de Moià i de Castellcir, de la comarca del Moianès. El tram que discorre pel terme castellcirenc és dins de la Vall de Marfà.

## Terme municipal de Moià
Es forma a llevant de la vila de Moià, al nord-est de Castellnou de la Plana, masia, castell i molí que dona nom a la riera en aquest tram. És, de fet, la continuació de la Riera de Passerell des del moment que s'hi uneix el torrent de les Graus, a llevant del Molí d'en Pujol i al nord del Pont del Molí d'en Pujol. Des d'aquest lloc davalla cap al sud, fent la volta a la vila de Moià pel sud-est. De seguida passa sota el pont esmentat, i aviat va girant cap al sud-oest, enmig de la zona industrial que envolta Moià pel sud-est. Passa a tocar pel Castellnou de la Plana, que deixa a la dreta, i tot seguit deixa també a la dreta l'Estació depuradora de Moià; en aquest tram la riera discorre més inclinada cap al sud. Travessa la C-59 deixant a la dreta els Horts de Castell, i quan arriba al nord de la masia de la Franquesa, gira més cap a ponent, alhora que comença un tram caracteritzat per grans meandres. Troba la Font de la Falzia, passa al nord de la Rompuda de la Franquesa i al sud de la Vendrella, pel vessant meridional de la Serra de Puigsobirà i aviat arriba al Còdol Sabater, al principi del qual rep per la dreta el torrent de Font Candelera. Al final del Còdol Sabater, al paratge denominat, simplement, el Còdol deixa enrere el terme de Moià per començar el tram que fa de termenal entre Castellcir (Vall de Marfà) i Moià.

## Termenal entre Moià i la Vall de Marfà (terme municipal de Castellcir), després totalment terme municipal de Castellcir

La Riera de Castellnou, respecte del terme de Castellcir

Des del lloc anterior continua, fent amples meandres, cap al sud-oest i aviat cap al sud, fins que arriba a ponent de la Saleta i al nord de les Vinyes, on fa un marcat doble meandre, passa pel Gorg Estret i, quan està situat a ponent de les Vinyes, rep per l'esquerra el torrent de la Fàbrega, moment en què acaba el seu recorregut per tal de formar entre tots dos la Riera de Marfà.